# 舞台照明

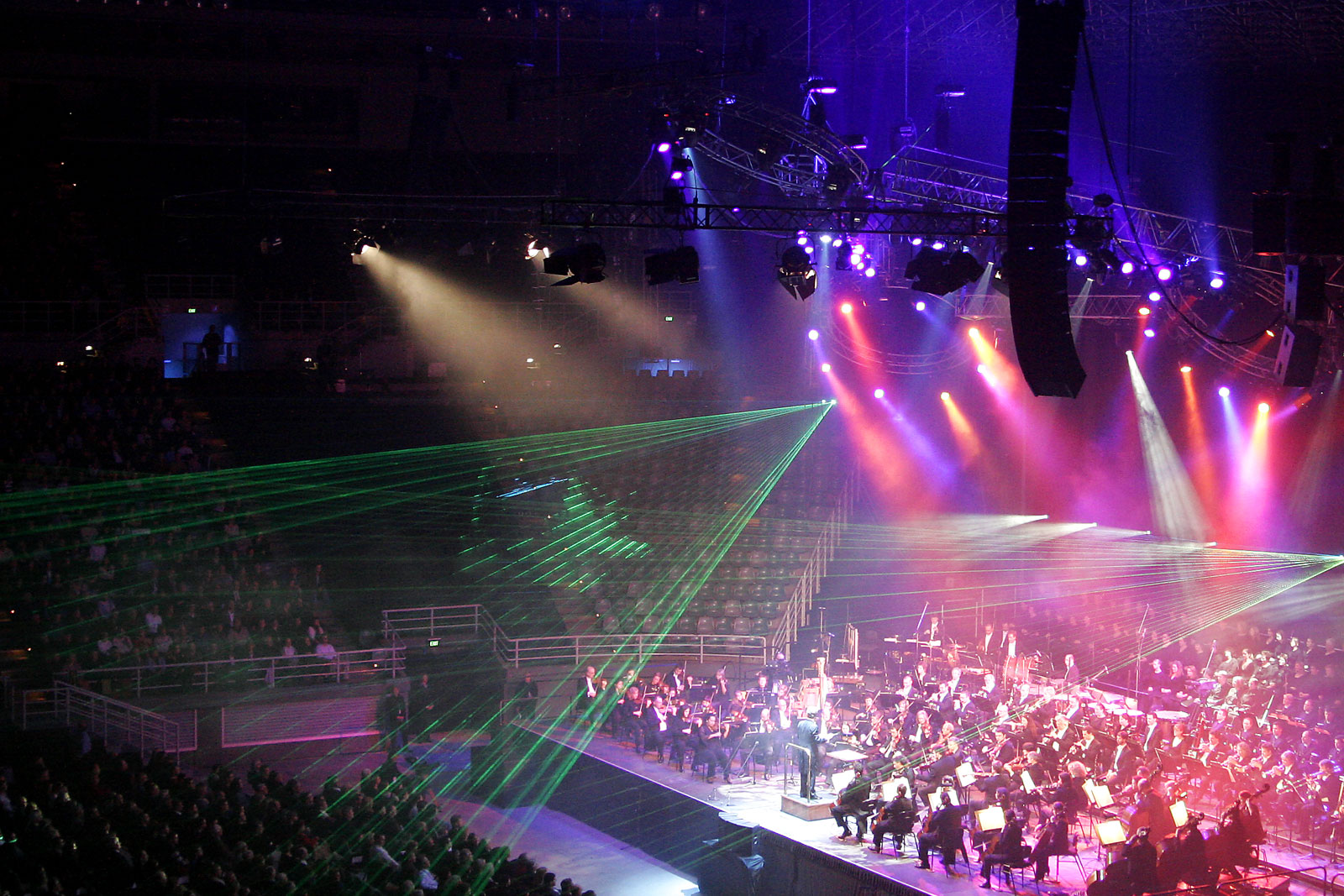
舞台照明の例

舞台照明（ぶたいしょうめい）とは、舞台を光と闇によって演出する照明技術のことである。また、そのための灯具・調光装置・配電設備などを含めた舞台用照明設備のこともさす。舞台照明に携わる人のことを一般に舞台照明家と呼ぶ。
日本国内の各地に建設されている多目的ホールでは、舞台をさまざまな用途に利用できるよう、定石的な設備が用意されており、催物によって照明灯具の場所・光の照射方向・調光設定を変更できるようになっている。一方、クラシック専用ホールや劇専用の舞台では、限定された用途の催物を効果的に演出するための設備が行われている。また「野外コンサート」など仮設舞台では、独特の照明セッティングが行われている。
ここでは一般的な「市民ホール」などの舞台照明を例に紹介する。

## 設置場所による分類

### 舞台上部の照明

#### BL
ボーダーライト（Border Light）
75 - 200 Wのハロゲン球を舞台の横幅と同じだけ並べたライトで灯体一台の長さは1間または半間である。
プラグは30 AのC型コンセントがよく見られる。
通常3 - 4回路程度に分かれていて、電力容量の関係上、上手と下手で分けて6 - 8回路になる場合もある。色は、W、#17、#71、#72のいずれかを使用することが多い。
主に式典や古典芸能などの時にフラットな光が欲しい時に使われ、演劇でもサスペンションライトの回路の数の関係で色を入れて使うこともある。またクラシックコンサートや吹奏楽コンサートな
どの時に反射板を展開するがその時の灯りとしてもつかわれる。
大概が仕込み作業などの際に一部だけ点灯して作業灯とする。常設で吊ってあり、ボーダーライトバトンと呼ばれ前から第1ボーダーライト、第2ボーダーライト…と呼称され、電動または手動で昇降させる。

#### SUS
サスペンションライト（Suspension Light）、通称サス。サスバトンにつり込む。
サスバトンは、器具接続用電源コンセントの組み込まれたフライダクト又はコンセントボックスを有する装置であり、催物にあわせて器具を仕込み使用する。回路数は各ホールによって異なり、決まった数はないが2 - 40回路以上あり、調光回路とは別にムービングライト等を設置するため直回路、DMXout、Ethernrtがあるところもある。サスバトンは手動式か電動式の昇降可能な装置である。
数量は施設の規模によって異なり、小・中規模ホールでは1 - 3本程度、大型ホール・放送用ホールで5 - 6本以上設置されていることもある。客席に近い方から順に1サス、2サス、3サス…と呼称する。
バトンの位置や灯体の位置、当てる目的により名前があり、おもに地明かり、ななめ（ブッチ）、バック、ネライなどがある。
地明かりは、白とダークブルーの2色が多く使用されて、ダークブルーは#72がよく使われる。また、転換時に視認しやすいとして#78を使用することもある。フレネルスポットライトを使用し、ムラなくアクティングエリアを照射する。
ななめは、舞台上の人物や物を立体的に見せる効果がある。一色上下4台設置される。主に凸スポットライトが使用される。
バックは、シルエットを出す効果がある。用途によって様々な灯体が使用される。
ネライは通称サスと呼ばれ、いわゆるスポットライトである。舞台では第1サスペンション、第2サスペンションの上手、中央、下手と6台設置されることがある。おもに凸スポットライトが使用される。
灯体を吊るとき、センターラインから順に吊ると上下バランスよく吊ることができる。プラグは20 AのC型コンセントが多く、直回路は30 AのC型コンセントになっている。

#### UH（UHL）
アッパーホリゾントライト（Upper Horizont Light）。85 - 1000 Wのランプを使う。横幅と同じだけ並べたライトで長さは1間または半間であるが、400 - 1000 Wの球が使用されるもの、単独のライトであり、ハロゲンボックスとも呼ばれる。舞台奥の白色、またはクリーム色のホリゾント幕、ホリゾント壁を照らす多灯照明。3 - 8回路以上を持ち、カラーフィルターを使用しその色の組み合わせで多彩な色を表現できる。3回路の場合#71、#72、#63、4回路の場合#72、#71、#63、#22のフィルターを入れることが多い。アッパーホリゾントライトは舞台上に吊っているため多数の色をつけることが可能なためホールによっては2段あることもある。
アッパーホリゾントライトだけではホリゾント幕の上半分を照らすので、LHと併用する。
プラグは30 AのC型コンセントが主流。多彩な色を表現する。ホリゾントも参照。

### 舞台床面からの照明

#### FL
フットライト（FootLight）。舞台前面のへりや、花道床面に設置してある。横幅と同じだけ並べたライトで長さは1間または半間である。
大体は3 - 4回路で30 AのC型コンセントが主流。主にバレエ等で使われ、立ち位置の目安としてや、足を奇麗に見せるためつかう。光量が多いとホリゾントに影が出るので注意が必要。
色はW、#17、#72などがよく使われる。
「脚光をあびる」の語源になった明かりでもある。

#### LH（LHL）
ロアーホリゾントライト (Lower Horizont Light)、通称「ローホリ」。横幅と同じだけ並べたライトで長さは1間または半間である。舞台後方のホリゾント幕を下から照らす多灯照明。3 - 4回路あり、3回路の場合#72、#59、#22、4回路の場合#72、#59、#40、#22を使うことが多い。5回路以上は舞台を占有するのであまりつかわれない。
通常の舞台では、黒くて長いLHを観客から見えないように、舞台の色にあわせた「ついたて」をLHの前に立てることもある。30 AのC型コンセントが主流。ホリゾントも参照。

### 舞台横からの照明
横から当てるため立体感を出すことができる。

#### SS
ステージサイドスポット（Stage Side Spot）もしくはサイドスポットライト（Side Spot Light）。通称エスエス。舞台袖中に設置したライト。
主に、パーライトや凸レンズスポットをスタンド、ベースのどれかを使い設置する。主に人の顔を明るくしたり、大道具、看板を照らしたりするのに使われる。看板を当てる際はエリスポを使用し看板の形に四角く投射する。フロアコンセントから電気をとることが多い。

#### Tor
トーメンタースポットライト（Tormentor Spot Light）。通称トーメン。プロセニアムアーチの大臣柱舞台側上部に設置されるライト。SSを置くのに支障がある場合に使われたり、上の方に設置してナナメとして使うこともある。設置するときにトーメンが昇降しないときは脚立で登ってすることがある。

### 観客席側から照らす照明
舞台真上だけの照明だと顔に当たる明かりが無く表情が見えないので、客席側からの明かりを必要とする。
通称「前明かり」「前サス」。

#### CL
シーリングライト（Ceiling Light）。客席の天井、つまり舞台の斜め上からライトをあてることができるよう、観客席天井に灯体を吊る。
ホールの規模により第1シーリング、第2シーリングがあり、さらに二段になっていることもある。小規模ホールなら500 Wパーライト、中規模ホールなら1 kW凸レンズスポット、大規模ホールなら1.5 kW凸レンズスポットが常設してあり、だいたい2台1回路で8回路以上ある。おもにまっすぐストレートに舞台面をあてたり、特定の場所を狙ったりして使用する。
はしごや階段でシーリングライトルームに行ける場合やシーリングバトンを昇降させる場合がある。
ピンルームと共用の場合もある。
プラグは20 A、30 AのC型コンセントが主流である。

#### FL
フロントライト（Front Light）。客席内部の両側にあるライトで、主にCLの補助的な役割として使われるが、光の方向がはっきりしているので、夕陽などの表現にも利用される。規模が小さい所には設置されていない事が多い。色は下から暗い色を入れて上に行くに従い明るい色をいれる。灯体は主に凸レンズスポットを使う。

#### PIN
ピンスポットライト（PIN Spot Light）、通称ピン。演技者のフォロー用スポットライト。主に光量の大きなクセノンピンスポットライトやソフトな光のランプピンを使用する。照明調整室と同じ場所か、スポットライト専用の部屋を設けて設置する。通常1つのピンスポットライトに対して一人のピンスポットオペレーターが操作する。
また、宝塚歌劇団は、1人3台操作する。ピンはホールの大きさなどから700 W - 2 kWのピンを2 - 4台ほど常設していることが多い。

#### ペンライト
近年では観客が持ったペンライトを考慮した演出も行われている。
ソニーでは無線制御により観客が持ったペンライトの発光をコントロールすることで、積極的に舞台照明として活用するFreFlowを開発した。

## 調光装置について
舞台照明では、数多くの電気回路を効率的に制御し、明るさを変える必要がある。
操作部である調光操作卓と、負荷設備に電源を供給している調光器盤が頭脳であり心臓部となる（操作部と調光器が一体化した装置もある）。操作卓は近年DMX化が増えている。調光器は1回路につき30 A耐えれるようにできており、万が一を考え最大20 Aまでとしているホールが多い。

## 灯体の種類

### 平凸レンズスポットライト
凸レンズは英語でConvexなので頭文字とレンズのインチのサイズを並べて6インチならC-6、8インチならC-8と呼ばれている。
6インチは500 W、8インチなら1 kWの電球が入っている。
平凸レンズはPlano-Convex Lensなので海外ではPCと呼ばれている。
凸レンズスポットはエッジがハッキリしているため、特定の人を当てる「〇〇ネライ」として使われる。前にアイリスをつけてフォローライト代わりとして使うこともある。
またハレーションもフレネルレンズスポットライトに比べて少ない。
遠い距離から照らすことに向いているので、シーリングライトやフロントライト、SSとして使われ、できるだけ絞って光ののラインを見せることができる。ただし、絞りずぎるとレンズの影が出てしまうことがある。また、中心部が暗くなる現象も凸レンズスポットならではの現象である。

### フレネルレンズスポットライト
フレネルレンズスポットライトはインチサイズなどでF-6やF-8といった言い方はしない。
500 Wのフレネルなどのように呼ばれる。
フレネルはエッジがぼやっとしているため、地明かりなどムラのないようにするのに向いている。

### PARライト
PARとは、Parabolic Aluminized Reflectorパラボラ状のアルミ塗装の反射鏡の略である。
PARライトの電球は拡散ガラスとフィラメント、反射鏡が合わせっているため、他の灯体の電球に比べやや値段が高い。種類としてはAC、VN (ベリーナロー)、N (ナロー)、M (ミディアム)、W (ワイド) がある。
ACはAir Craftの略で飛行機の着陸灯に使われているものを改良したものであり、照射角度が10°×12°と非常に小さく真っ直ぐなビームが出るのが特徴である。定格電圧が28 V、250 Wの製品が多く出回っており、直列に4台繋いで使用する。
VNはガラスがそのままで、ビーム角が12°×6°とACに続いて細いビームを出すことができる。しかし、照射面にフィラメントの影が出やすい。
Nはガラス面が曇っているのが特徴である。ビーム角が14°×7°で太い光のラインを出すことができる。舞台で1番多く使われる電球でもある。
Mは大きなカクカクとしたのがガラス面にある。ビーム角は28°×12°で全体を染めるように使うことがある。シーリングやフロントの代わりとして使われることもある。
AC以外は照射面が縦長になるので、縦芯横芯を調整する。
ライブハウスでらPARライトだけしかないこともしばしばあるくらい、音楽系ではよく使われる。
トラスの色と合わせるためにシルバーの灯体も多くある。
サイズは8インチ、4インチが多くあり7インチの灯体もしばしばあり、それぞれ64 (ロクヨン)、36 (サブロク)、56 (ゴウロク) と呼ばれている。
電球は300 - 1000 Wがある。

### プロファイルスポットライト
レンズが二枚以上あるスポットライトであり、先玉と呼ばれるレンズの位置を調整することでピントを合わせることができる。先玉は交換可能で主に19°、26°、36°、50°などの種類があり、それぞれ照射角が変わる。プロファイルスポットに関しては意図的にピントをずらした明かりを使用することがあり、「赤ボケ（ピントを合わせた状態から先玉を少しランプ側に寄せる）」と「青ボケ（ピントを合わせた状態から先玉を少しランプ側から離す）」と呼ばれる。
また大きな特徴としてゴボもしくはネタとも呼ばれる様々な模様・絵をいれた金属板を入れて模様を投影することができる。
さらにカッターと呼ばれる板が内蔵されており、照射範囲を細かく調整することができるため、明かりを床に当てないSSや看板、パネルなどを照らす目的でよく使用される。

### フラットライト
ハロゲンボックスとも呼ばれる。レンズがなくランプだけの灯体である。
ロアーホリゾントライトやアッパーホリゾントライト、フットライトなどがこれに当たる。

### ムービングライト

#### ムービングヘッド
光を動かすことで演出をする灯体。光源にはメタルハライドランプを使用したものが一般的であるが、近年LEDのも多く出てきた。左右540°上下270°回転し、灯体内にゴボやアイリス、カラーフィルターなどが内蔵されている。色や模様が変わって動くことができる。
現代ではなくてはならない存在でもありつつある。
灯体を回転させるためMaxからMiniまで時間がかかる。

#### ミラースキャン
ムービングヘッドのように様々な機能が内蔵されているが、灯体自体は動かずレンズのすぐ近くのミラーがうごく。ミラーで動くため動きがとても高速である。

### マシンスポット
ランプハウスと種板、先玉の3つからなり、種板に、スパイラルマシンやスライド、フィルム、ディスクをいれ、様々な効果を出すことができる。
先玉と呼ばれるレンズは様々なサイズがある。

## 舞台照明機材のコネクタについて
一般的な舞台照明機材では、消費電力が大きいことや安全性確保の観点から、家庭でよく使われる平行型はあまり利用されていない。かつてはT型、A型が多用されていたが、「接地極」が用意されているC型への移行が進んでいる。
C型には20 A、30 A、60 Aと電流容量の異なる3つのタイプがある。
最近はムービング等の200 V以上の機器ではD型が主流になっている。
詳しくは、配線用差込接続器#演出空間で用いられる差込接続器を参照。

## リンク
- 公益社団法人 日本照明家協会